# Robert William Cruden
Robert William Cruden (Cleveland, Ohio; 1936) es un botánico estadounidense. Es profesor emérito de la Universidad de Iowa, donde trabaja en biología de la polinización y la biosistemática de Iridaceae y Liliaceae mexicanas y centroamericanas.
Recibió su maestría por la Universidad Estatal de Ohio en estudios biosistemáticos de los taxones del género perfoliado Silphium, y su doctorado por la Universidad de California en Berkeley, sobre estudios relativos a los genes de Nemophila menziesii Hook. & Arn. (Hydrophyllaceae).
Sus colecciones de América Latina comenzaron en 1966 con su primera visita a México, donde siguió visitando durante los próximos diez años. También recolectó en Guatemala entre 1966 y 1970. Ha contribuido tratamientos para una serie de proyectos florísticos incluidas la flora mesamericana, Novogaliciana Flora (con Rogers McVaugh), Flora de Venezuela (con AW Merrow), y Flora de América del Norte. En la actualidad revisa Echeandia (Antheriaceae) sudamericanas, y describe el nuevo género Khuchia (Anthericaceae), que incluye 30 especies en Colombia, Perú, Bolivia, Argentina.

## Eponimia
Especies
- (Hyacinthaceae) Ornithogalum crudenii (Archibald) J.C.Manning & Goldblatt[2]

## Algunas publicaciones
- robert william Cruden. 1967. Genecological studies of Nemophila menziesii H. & A. (Hydrophyllaceae). Edición reimpresa de Univ. of California, Berkeley, 230 pp.
- ----------------------------------. 1960. Biosystematic Studies in the Genus Silphium: The Perfoliate Taxa. Editor Ohio State Univ. 126 pp.